# Bassus tenuissimus
Bassus tenuissimus är en stekelart som först beskrevs av Turner 1918.  Bassus tenuissimus ingår i släktet Bassus och familjen bracksteklar. Inga underarter finns listade.